# Malgrat de Mar
Malgrat de Mar est une commune espagnole de Catalogne, située dans la comarque du Maresme de la province de Barcelone. La ville se trouve sur la Costa Brava entre Santa Susanna et Blanes.

## Géographie

### Situation
La commune est située au bord de la mer Méditerranée, près des montagnes de la Serralada Litoral, et à quelque 65 km au nord-est de Barcelone avec laquelle elle est reliée par une autoroute et une ligne de chemin de fer. La ville est desservie par la station de chemin de fer RENFE sur la ligne R1 entre Barcelone et Maçanet-Massanes.

### Climat
Le village est situé entre 3 et 4 mètres au-dessus du niveau de la mer et bénéficie d'une côte de climat méditerranéen. C'est un climat humide avec des étés chauds et des hivers doux. Les précipitations moyennes au cours de la dernière décennie a été d'environ 600 L/m² par an(source?)

## Histoire
Malgrat de Mar est née officiellement en 1373 sous le nom de Vilanova de Palafolls grâce à une charte accordée par Guillem de Palafolls pour favoriser la croissance de la ville nouvelle. Mais le nom de Malgrat est certainement plus ancien. On a trouvé des vestiges romains (IIe siècle av. J.-C.) qui attestent d'un artisanat important dans le village.
Malgrat a été traditionnellement un village agricole qui a ensuite du commerce maritime et, à partir du XIXe siècle, une activité industrielle importante. Il est donc une ville très diversifiée, qui a vécu de la pêche, des mines (Mines Can Palomeres) ;
les paysans, aujourd'hui, se trouvent dans le Pla de Grau. À présent, la ville a également deux zones industrielles.
Le tourisme fait son apparition vers 1960 dans la localité qui possède aujourd'hui un large éventail de boutiques et de restaurants.

## Démographie
Le développement de la ville a été très rapide au cours des 40 dernières années. En 1958, elle avait une population d'environ 5 500 habitants, alors que le 1er janvier 2006, sa population était de 17 531 habitants.

## Économie

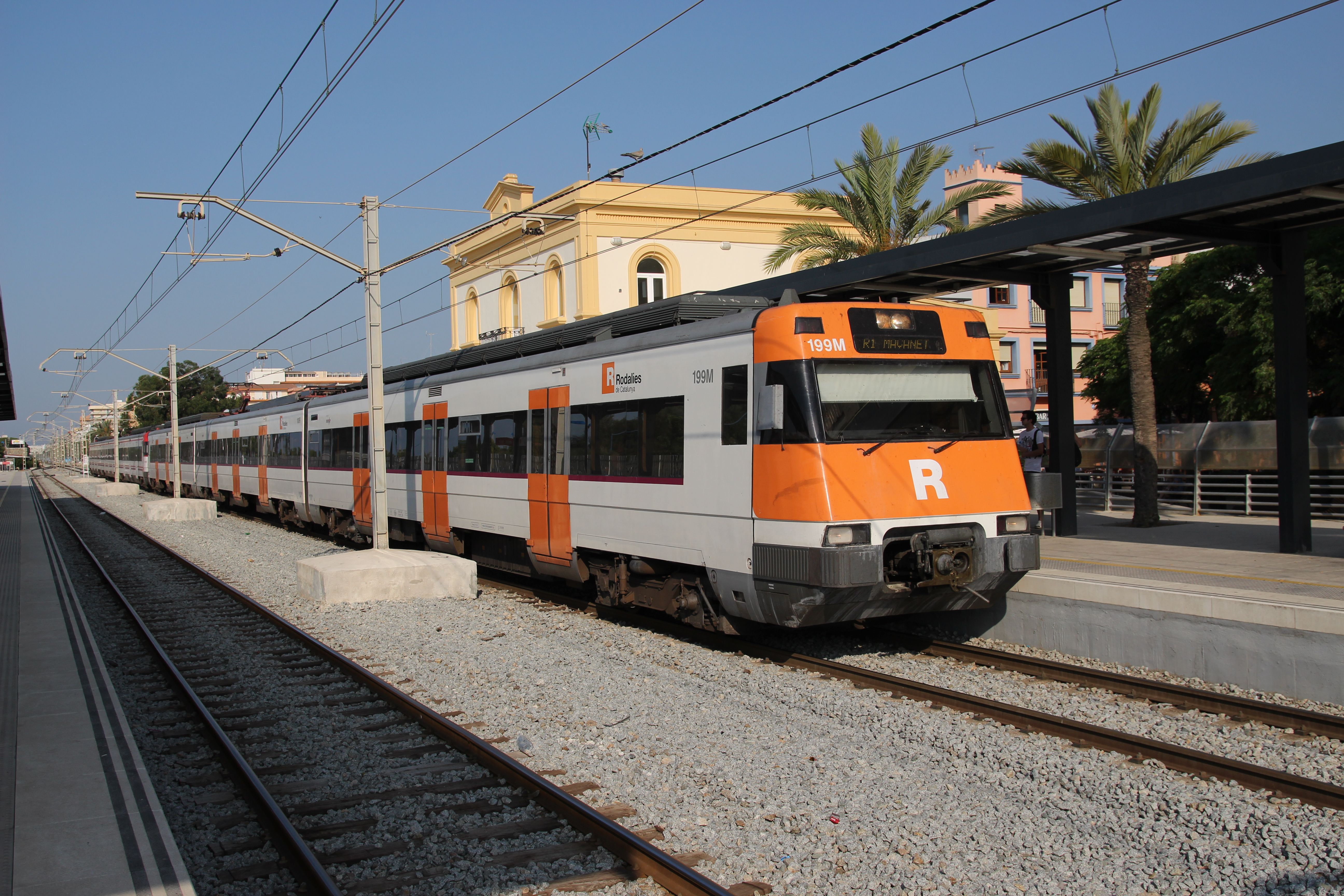
Train régional a la gare de Malgrat de Mar.

Dans la ville, il y a des usines, comme Proquima (Spontex) et Asahi Glass. Il a beaucoup d'hôtels disséminés partout, des commerces et, tout autour, l'agriculture. Les activités économiques les plus importants sont liés au commerce, aux services et, en particulier, le tourisme.

## Lieux et monuments

### Le Centre-ville
- Église de Sant Nicolau, église néoclassique datant de 1762.
- Peixateries Velles.
- L'Ajuntament, bâtiment moderniste.
- Bibliothèque « La Cooperativa », maison construite à la fin du XVIe siècle, actuellement bibliothèque.
- Torre de Ca l'Arnau, maison de style moderniste construite en 1914.
- L'ancien hôpital, fondé en 1441, qui abrite encore en 2020 un hôpital de jour et une résidence thérapeutique, avec sa chapelle attenante, rénovée, où sont organisés des événements culturels[1].
- El Castell, tour qui domine toute la ville.

### Plages
- Platja de l'Astillero, devant la zone d'hôtels.
- Platja de Malgrat Centre, devant le centre-ville.
- Platja Grau Pla, tout près de l'embouchure du fleuve La Tordera.

## Personnalités liées à la commune
- L'écrivaine Zenobia Camprubí (1887-1956) est née à Malgrat de Mar.
- L'acteur David Verdaguer (1983-), est né à  Malgrat de Mar[2].

## Jumelage
- Cárdenas (Nicaragua)
- Incisa in Val d'Arno (Italie)
- Moguer, Andalousie (Espagne)
- Seynod, Haute-Savoie (France)